# Trigêmeos filhos de Eros
Esta página fala dos Trigêmeos filhos de Eros, os nomes das seções aqui contidas estão redirecionadas para esta página.

## Eros II
Na mitologia grega Eros II, como o próprio nome sugere, é filho de Eros, deus do amor e de Psique. Eros II é trigêmeo de Volúptas e de Volúptia, cuidava dos amores dos seres.

## Volúpia ou Hedonê
Na Mitologia Grega Volúptia ou Volúpia, é filha de Eros (amor) e Psiquê (Alma) de todos que acreditavam nas  Trigêmeas de Eros II e Volúptas. Volúpia é uma fada que quando toca na água se transforma em sereia e tem asas de borboleta gigantes. É a deusa da virtude.

## Voluptas
Volúptas na mitologia grega é um anjo filho de Eros e Psiquê e trigêmeo de Eros II e de Volúptia, descrito com um travesso, sendo o deus do prazer.

## Série de TV
Na série de tv Monster High e Ever After High , Eros tem um filha adotiva chamada C.A Cupido.